# Vinthund

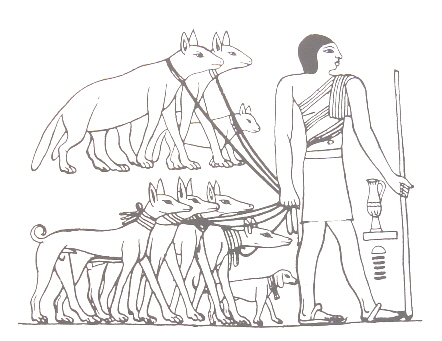
Vad som antas vara avbildade vinthundar, så kallade tesem, från ptahhoteps mastaba i Sakkara från Egyptens fjärde dynasti (ca 2504-2347 fvt).

Vinthundar är en slank hundrastyp med god syn, och en kropp byggd för fart och snabbhet. Den snabbaste hundrasen, greyhound, är kanske den mest kända vinthunden. Den kan på kortare sträckor springa 70 kilometer i timmen.

## Historia
Mycket talar för att vinthundarna har ett gemensamt ursprung från Arabiska halvön eller från Nordafrika. Redan för över fyra tusen år sedan avbildade de gamla egyptierna hundar av vinthundstyp. Vinthundarna antas vara en av de mest ursprungliga hundtyperna och har flera gemensamma drag med pariahundar, varav Svenska Vinthundklubben har avelsansvar för fem raser.
Ursprungligen och traditionellt har vinthundar varit hetsande jakthundar som jagar med synen (därav det engelska namnet sighthounds). Denna jaktform simuleras idag i hundsporterna hundkapplöpning och lure coursing. Eftersom deras jaktstil byggde på att de kunde agera självständigt utan att vara beroende av jägarens kommandon, anses vinthundar mindre intresserade av dressyr än andra hundar.
Vinthundar har stort motionsbehov, de är sprinterhundar och galoppörer som behöver få springa av sig. Idag är de främst sällskapshundar med oftast lugnt temperament. De brukar utstråla en särpräglad värdighet och är ofta ointresserade av främlingar, men desto mer tillgivna mot de egna.
Ursprunget till det svenska namnet är från medellågtyskan och kan kanske syfta på vendiska hundar. Ordet finns i svensk skrift sedan 1708.

## Vinthundsraser

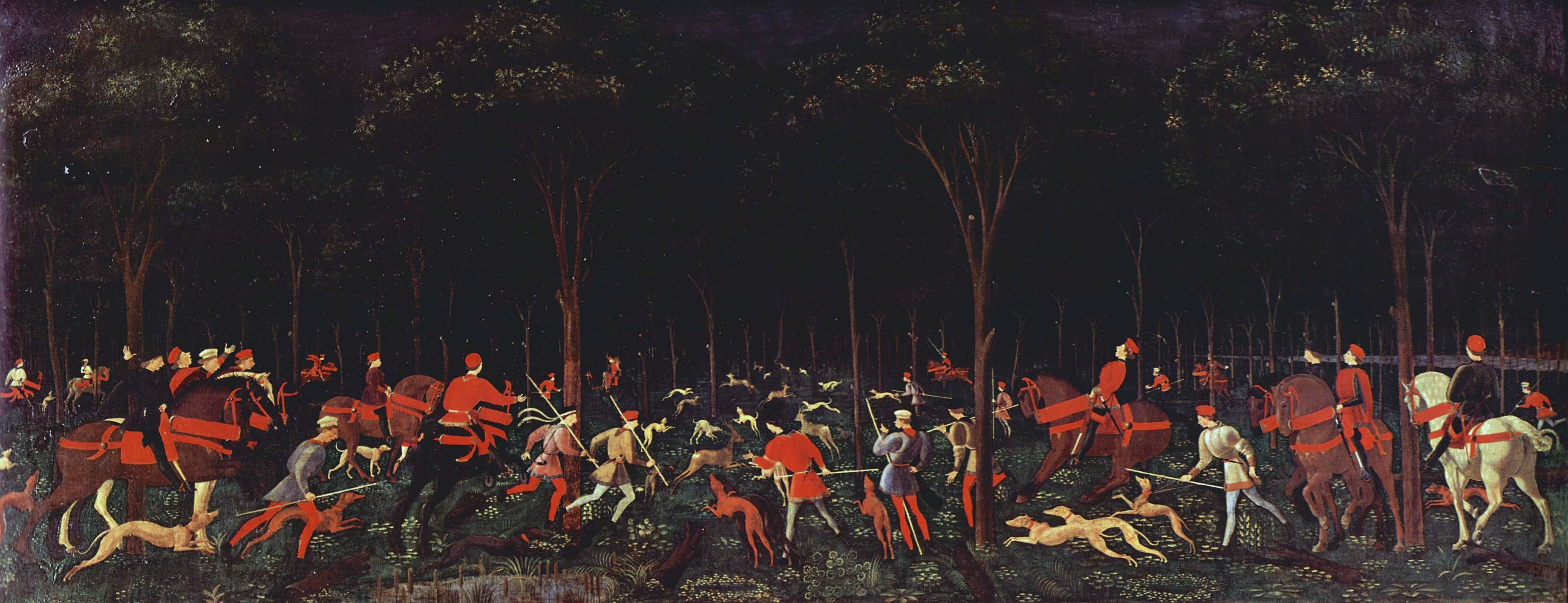
Caccia notturna av Paolo Uccello (1460).

Internationellt erkända av Fédération Cynologique Internationales (FCI) gruppindelning av hundraser:
- Afghanhund
- Azawakh
- Borzoi (rysk vinthund)
- Chart polski (polsk vinthund)
- Galgo español (spansk vinthund)
- Greyhound
- Irländsk varghund
- Italiensk vinthund
- Kazakh tazy
- Magyar agár (ungersk vinthund)
- Saluki
- Skotsk hjorthund
- Sloughi
- Whippet

Nationellt erkända av olika kennelklubbar:
- Afganskaja aborigennaja borzaja (Bakhmull)
- Caravan Hound (Mudhol, Pashmi)
- Chippiparai
- Chortaj
- Galgo barbucho patagónico
- Rajapalayam
- Rampur Hound
- Silken Windhound
- Silken Windsprite
- Taigan
- Xiǎn (Xigou, Xiquan)

## Vinthundsliknandepariahundar
Övriga raser som Svenska Vinthundklubben har avelsansvar för:
- Cirneco dell'etna
- Faraohund, (Kelb tal-Fenek)
- Podenco canario
- Podenco ibicenco, (balearisk hund)
- Podengo portugues

Nationellt erkända och icke erkända liknande raser:
- Cão do barrocal algarvio
- Combai (Kombai)
- Maneto
- Podenco andaluz
- Podenco orito español
- Podenco paternino
- Podenco valenciano
- Podengo crioulo (Podengo brasileiro)
- Podengo galego
- Veadeiro pampeano